# اسفاران
اسفاران روستایی از توابع بخش طالقان شهرستان ساوجبلاغ در استان البرز ایران است.

## جمعیت
این روستا در دهستان پایین طالقان قرار دارد و براساس سرشماری مرکز آمار ایران در سال ۱۳۸۵، جمعیت آن ۹۹ نفر (۳۴خانوار) بوده‌است.

## مردم
مردم اسفاران تات هستند و دینشان اسلام است.